# ورزشگاه علاعب دامنهور
ورزشگاه علاعب دامنهور یک ورزشگاه در مصر است که در دمنهور واقع شده‌است.